# Суфлер
Суфлер (фр. souffleur — підказувач) — працівник театру, який стежить за ходом  репетицій,  спектаклю за текстом п'єси і підказує за необхідністю акторам текст ролі.
У музичному театрі суфлер сидить у суфлерській будці (або в одній з бічних куліс), яка прихована від глядачів.
В Україні суфлери є в Національній опері України та у Львівському театрі опери та балету ім. С. Крушельницької.[джерело?]
Станом на 2011 рік представники цієї професії є в трьох московських театрах — театр імені Чехова, Малому і Большому театрах, у цих театрах збереглися й легендарні будки.
У найближчому майбутньому, суфлери займуть перше місце в техніці, яка допомагає акторам на великих сценах, зіркам шоу-бізнесу, директорам великих компаній і багатьом іншим, хто відчуває відповідальність за сказане у виступі.
У переносному сенсі «суфлер» — підказувач; той, хто дає підказки пошепки.